# Roussay
Roussay is een plaats en voormalige gemeente in het Franse departement Maine-et-Loire in de regio Pays de la Loire. De plaats maakt deel uit van het arrondissement Cholet.

## Geschiedenis
De neogotische kerk werd gebouwd in 1862 en ingewijd in 1867 door Vital Gantin, missiebisschop in Canada. In 1911 waaide de torenspits in het dak van de kerk tijdens een zware storm.
Toen op 15 maart 2015 het kanton Montfaucon-Montigné werd opgeheven gingen de gemeenten op in het op die dag gevormde kanton Saint-Macaire-en-Mauges. Op 15 december 2015 fuseerde de gemeente met 9 van de 11 gemeenten van het voormalige kanton tot de commune nouvelle Sèvremoine.

## Geografie
De oppervlakte van Roussay bedraagt 11,0 km², de bevolkingsdichtheid is 94,8 inwoners per km².
De onderstaande kaart toont de ligging van Roussay met de belangrijkste infrastructuur en aangrenzende gemeenten.

## Demografie
Onderstaande figuur toont het verloop van het inwonertal.
Le Longeron · Montfaucon-sur-Moine · Montigné-sur-Moine · La Renaudière · Roussay · Saint-André-de-la-Marche · Saint-Crespin-sur-Moine · Saint-Germain-sur-Moine · Saint-Macaire-en-Mauges · Tillières · Torfou